# جینو کاوالیری
جینو کاوالیری (ایتالیایی: Gino Cavalieri؛ ‏ ۲۵ ژوئیهٔ ۱۸۹۵ – ۱۵ اکتبر ۱۹۹۲) بازیگر اهل ایتالیا بود.
از فیلم‌هایی که وی در آن نقش داشته‌است، می‌توان به سیه‌پر نر، همسر کشیش، بینوایان و فصل تابستان اشاره کرد.